# John Thomas (fotografo)
John Thomas (Llanfair Clydogau, 14 aprile 1838 – Liverpool, 14 ottobre 1905) è stato un fotografo gallese, specializzato in immagini di paesaggi e luoghi religiosi e ritratti di personaggi illustri del Galles.

## Biografia

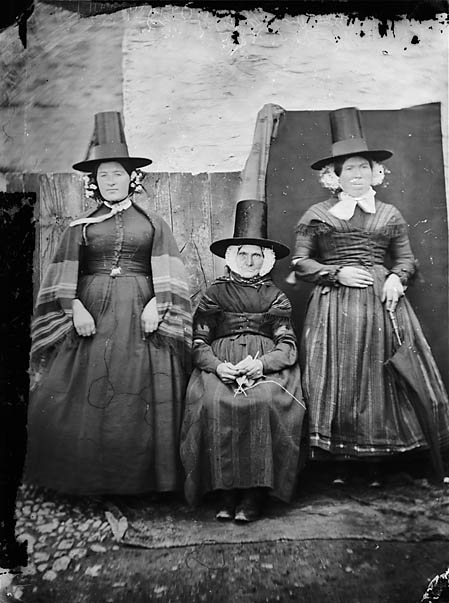
Ritratto della madre seduta fra altre due donne, 1867

Nato a Llanfair Clydogau, nei pressi di Lampeter, figlio di David e di Jane, fu educato nel villaggio di Cellan; per un breve periodo lavorò come commesso in un negozio di tessuti a Lampeter. Nel 1853 si recò a Liverpool a piedi e vi rimase per circa dieci anni, sempre come commesso in un negozio di tessuti, ma dovette cercarsi un nuovo lavoro a causa delle sue precarie condizioni di salute. Il suo nuovo impiego fu quello di vendere, viaggiando per le campagne, le carte de visite, ormai di gran moda, che raffiguravano personaggi famosi ma pochissimi esponenti del Galles. Nel 1863, perciò, diventò direttore dello studio fotografico Harry Emmens a Liverpool che si specializzò in fotografie di personaggi legati alla chiesa protestante. Nel 1867 fondò la Cambrian Gallery a Liverpool, per produrre carte de visite e biglietti per ricorrenze solenni d'auguri o "in memoriam".
Thomas, oltre alle foto in studio, si dedicò alle riprese delle campagne rurali del Galles, delle chiese, dei cimiteri, e dei villaggi, per questo motivo dovette affrontare sfide tecniche di notevole complessità, soprattutto legate al trasporto delle attrezzature particolarmente ingombranti nonché di trovare spazi adeguatamente bui per lo sviluppo delle fotografie. Nelle sue memorie racconta: "Ho utilizzato vari luoghi a tale scopo: un pollaio, una stalla molte volte e una volta una grotta". L'anfratto più buio che raccontò di aver trovato fu una tomba non ancora finita di costruire nel cimitero di Smithdown Lane a Liverpool poiché  avrebbe dovuto scattare una fotografia della tomba del Reverendo Pearse. Thomas posizionò la sua attrezzatura sul fondo della tomba vuota e la rese buia con l'uso di tende.
Vendette una selezione di circa 3.100 negativi in vetro a sir Owen Morgan Edwards, i cui eredi li donarono anni dopo alla National Library of Wales; nel 1970 la collezione fu catalogata e preparata per essere accessibile con tecniche aggiornate. L'intera collezione fu digitalizzata nel 2001.
Morì nel 1905 nella casa del secondogenito Albert Ivor (1870-1911). Fu sepolto nel cimitero di Anfield, a Liverpool, mentre il primogenito, William Thelwall (1865–1927), fu professore e presidente della sezione chirurgica della British Medical Association.

## Galleria d'immagini

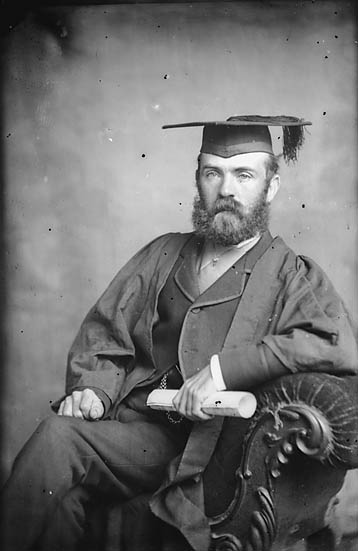
Thomas Powel (1845-1922), 1875
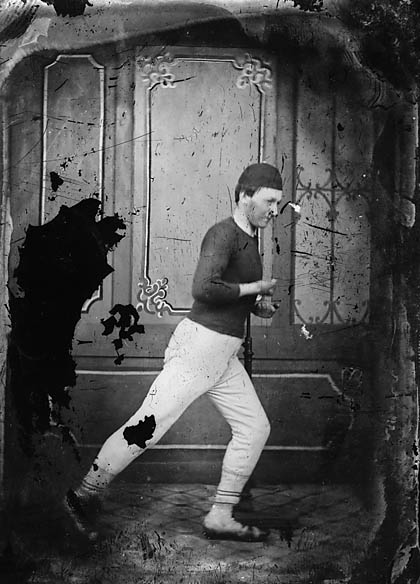
Boxeur, 1875
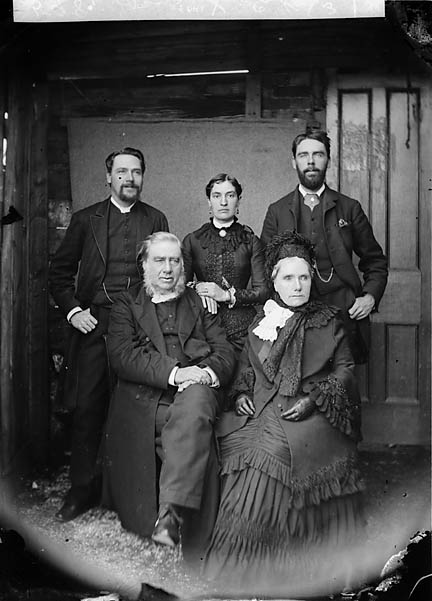
Famiglia Jones 1883
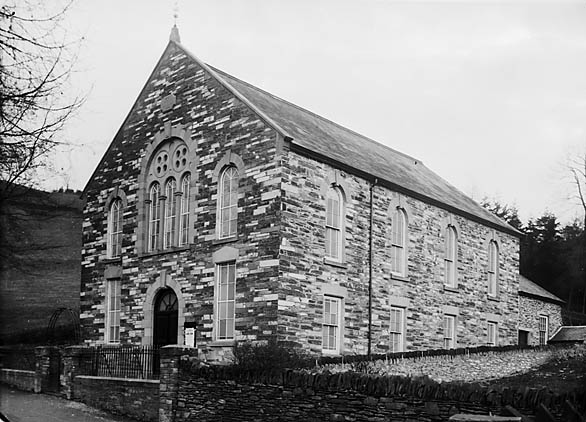
Chiesa battista, 1885
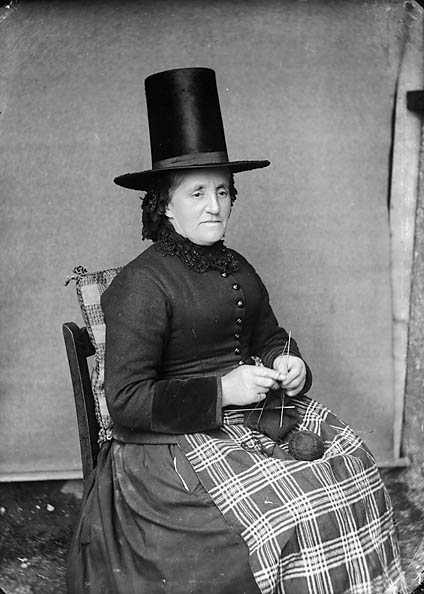
Donna in abiti tradizionali 1885
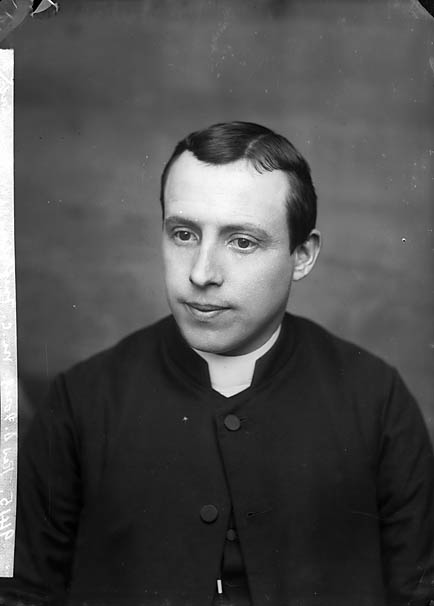
Reverendo D. Jones 1885
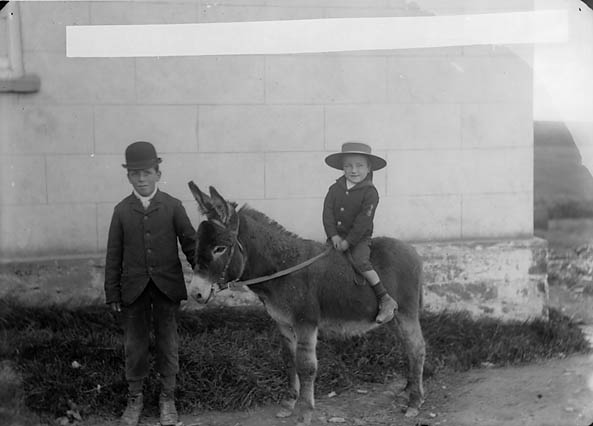
Ragazzo su un asino, Pembroke 1885
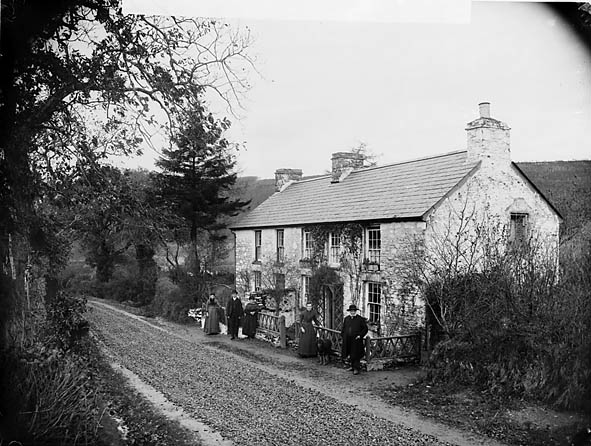
Gruppo di famiglia davanti alla propria casa 1885